# 聖人 (佛教)
聖人（羅馬化：ārya；音譯為阿梨耶、阿離耶等），又稱聖者、聖，為佛教中對見道位以上、證得無漏聖智者的稱呼，如佛、菩萨及其應身；也可用於尊稱高僧大德，與凡夫相對。

## 語源
梵語ārya音譯為阿梨耶、阿離耶、阿離野、阿哩夜、阿棃阿、阿黎耶、阿略，其意譯為聖者、出苦者、尊者、賢者、大德、遠惡，又稱「聖者」、「聖」，可尊稱通曉道理的賢者。
此外有部分經論如《金剛般若波羅蜜經》、《阿毗达磨俱舍论》等將梵語譯為聖人、聖賢、賢聖，不分別「聖」與「賢」的差異；也有如《仁王般若經》提及「三賢十聖住果報」、《大乘義章卷十七‧賢聖義二門分別》等分別「聖」與「賢」者。

## 意義
佛教中的聖人共有下面幾種意義：
１、指見道位（上座部佛教以須陀洹為見道，大乘佛教以初地為見道）以上、證得無漏聖智者，與凡夫相對。
２、真諦譯《攝大乘論釋》卷十四認為菩薩階位中，十信位以下者為凡夫，十住以上為聖人。
３、指佛、菩萨及其應身。
４、尊稱高僧、大德、人師等，例如印度尊稱論師為聖者龍樹、聖天，日本淨土真宗、日蓮宗尊其宗祖為親鸞聖人、日莲聖人等。

## 特質
曇無讖譯《大般涅槃經卷十一‧現病品第六》記載佛菩薩之所以能稱為聖人，是由於其具有聖法、聖戒定慧、七聖財（信、戒、慚、愧、多聞、智慧、捨離）、七聖覺，常觀照法性空寂之故。
菩提流支譯《金剛般若波羅蜜經》記載「一切聖人皆以無為法得名」，《金剛仙論》卷四認為這是由於初地以上者已斷除二障之故。
《大智度論》卷二十三認為凡夫在受苦時會因為嗔、煩惱而嚮往五欲，不知實際離苦的方法；聖人則因智慧而不會遭受憂愁、嫉妒、瞋恚等心苦。
真諦譯《攝大乘論釋》卷四分別「有學聖人」、「無學聖人」兩類。

## 註解
1. ↑  即為補特伽羅。[7]